# سركمر (مقاطعة دهلران)
سركمر (بالفارسية: سرکمر) هي قرية تقع في قسم سيدابراهيم الريفي (مقاطعة دهلران) في إيران. يقدر عدد سكانها بـ 48 نسمة بحسب إحصاء 2016.